# شیخ حسن مولان‌آباد
شیخ حسن مولان‌آبادی (۱۱۳۶–۱۰۷۳ هـ. ق) عارف و کاتب ام القرآن در هوار اردلان (دلو) روستای بست از توابع دهستان خورخوره شهر سقز چشم به‌دنیا گشود. ام القرآن شیخ حسن از نسخ خطی و بسیار قدیمی و نفیس قرآن کریم است که در مسجد روستای مولان آباد در سقز نگهداری می‌شود.

## زندگی‌نامه
شیخ حسن مقدمات تحصیل را نزد مادرش خازلیخا و سپس در حجره مسجد بست نزد پدر آموخت و جهت تکمیل تحصیلات نزد ملااحمد وزله در باشماخ تیلکو، ملا عبداللطیف در گلتپه موکری (جهانگیرخان) و ملا محمد در ملقرنی سقز رفت و سرانجام در کوی سنجاق تحصیلات علوم اسلامی را به اتمام رساند. سپس جهت دیدار با عرفای به‌نام و مرشدان طریقت سال ۱۱۱۳ه‍.ق به بغداد و دمشق سفر کرد، ضمن سیر و سلوک و ملاقات با شیخ یحیی علوی، قاسم علوان و محیی‌الدین عفان و شیخ اسماعیل خلوتیه در طریقت‌های قادریّه و علوانیه شاذلیه و خلوتیه در بغداد و نزد درویش عاشور پسر عبدالفتاح کشمیری در طریقه سهروردی در دمشق مجاز به ارشاد و نیابت می‌گردد.
پس از بازگشت در سال ۱۱۱۸ه‍.ق با خانواده به مولان‌آباد کوچ می‌کند. شیخ حسن تا سال ۱۱۲۷ه‍.ق در مولان‌آباد به کمک ملا رسول کاتب، نوشتن ام‌القرآن را به اتمام می‌رساند سپس جهت تطبیق آن با نسخ معتبر راهی ممالک اسلامی می‌گردد و سرانجام در مولان‌آباد سال ۱۱۳۶ه‍.ق فوت می‌کند.

## دیدار شیخ حسن با نادرشاه افشار
در خصوص دیدار شیخ حسن با نادرشاه افشار شیخ ملای قادرآباد تیلکو ملا شیخ محمد امین حسنی باکی در بخشی از رساله خطی گل ارغوان که به زندگی شیخ حسن پرداخته چنین می‌نویسند:
«یک تکه سفرهٔ چرم بلغار کهنه در تکیهٔ مبارکه مولان‌آباد می‌باشد و به تواتر اهل محل رسیده که هدیهٔ نادرشاه افشار است. یک عصای چوبین که فعلاً در تکیهٔ بست موجود است به‌عنوان هدیه خدمت شیخ آورده و چند قریه هم تقدیم داشته. نادرشاه در عصر لشکرکشی و نیابتش که ۱۵ سال طول کشیده به قریهٔ مولان‌آباد آمده و هدایای مشهوره تقدیم داشته‌است و واضح است که هدایای مذبوره مال نادرشاه می‌باشد»
با توجه به اوضاع سیاسی، اجتماعی کردستان تحت حکمرانی اردلان در دوران حیات شیخ حسن و با لحاظ نمودن سال‌های اقامت شیخ در زادگاهش، دیدار صورت گرفته باید در فاصلهٔ زمانی سال‌های ۱۱۱۸ تا ۱۱۲۷ یا اواخر حیات شیخ یعنی ۱۱۳۲ به بعد صورت گرفته باشد. لازم است ذکر شود که احتمالاً ملاقات نادرشاه با شیخ حسن با اهداف سیاسی و به‌منظور سروسامان دادن به اوضاع نابسامان منطقه در آن دوران بوده‌است.
آنچه مشخص است دیدار شیخ حسن با نادرشاه قبل از تاج‌گذاری صورت گرفته و هدف این دیدار فارغ از مسائل مذهبی و جلوگیری از نفوذ والیان سنی مذهب دولت عثمانی در سرزمین‌های مرزی، بیشتر تثبیت اوضاع سیاسی و اجتماعی کردستان و بازگرداندن اقتدار دوبارهٔ حکمرانان اردلان در منطقهٔ مد نظر بوده‌است.

## آثار شیخ حسن
مجموعهٔ اشعار، کتاب کشکول، رسالهٔ طبی و گاه‌شمار از جمله آثار شیخ حسن مولان‌آباد هستند.

### نمونه شعر[۸]
شیخ اشعار زیادی به فارسی و کردی به‌خصوص گویش اورامی و عربی با مضامین عرفانی دارد که هنوز جمع‌آوری نشده و در اختیار برخی از بازماندگان او در جاهای مختلف از ایران گرفته تا عراق و ترکیه است.
نمونه ای‌از اشعار فارسی وی:
| تا بر کمر آن دو زلف چلیپای تو پیوست |  | عاشق خَم زنّار اطاعت به کمر بست     |
| تاب سر زلفین تو دامی است که هرکس    |  | در حلقه آن بند شد آنجا زخطر رست   |
| تیر مژه ات جان کسی را چوهدف ساخت    |  | پیش اززدن ازشوق تو ازروزن تن جست  |
| تیمارکن این دلشده بیمار غمت را      |  | زآبی که خضر گر بچشد، مست شود مست  |
| تربتگه من ساز قدمگاه پس از مرگ      |  | کاحیا شده در دامن لطف تو زنم دست  |
| تشبیه تو با حور و پری سخت محالست    |  | کز جان به جهان گرنگری فرق جلی هست |
| تا گشت زمین از فر رخسار تو تابان    |  | بازار مه چرخ برین برزده بشکست     |